# 영국-중국 관계
영국-중국 관계(英國-中國 關係, 영어: China–United Kingdom relations) 또는 영중 관계는 영국과 중국의 외교, 경제, 문화 등 전반적인 관계를 말한다. 또한 이것은 청제국과 영국과의 관계를 포함한다. 청나라가 5개 항구를 열고 홍콩을 영국에 양도한다는 내용을 담은 난징조약(1842년)은 청나라가 맺은 불평등 조약의 효시이다. 이어 영국은 베이징에서 새 항구(11개)의 개방을 요구(1860년)하였다. 태평천국(1851~64년) 난의 제압과정에서 영국은 개혁진영의 반대편인 서태후를 도왔다.
영국과 중화인민공화국 양국은 1954년에 대사대리급 외교 관계를 맺는데 합의하였으며, 1972년에 대사급 외교 관계로 격상하였다. 두 국가는 유엔 안전 보장 이사회, G20에서 같이 활동한다.

## 상세
영국과 중국이 처음으로 조우한 시기는 명나라 시절이며, 당시 포르투갈이 조차지로 삼고 있었던 마카오에 영국의 탐험선이 방문한 적이 있다. 당시 영국은 중국과 수교하려고 하였지만, 명나라는 영국에 대해 별다른 관심을 표하지 않았다. 영국은 중국으로부터 차를 수입하는데 관심이 컸다.
영국과 중국이 다시 만나게 된 시점은 바로 청나라 시기이다. 당시 동인도 회사는 청나라의 남부 광저우시에서 무역 활동을 하는 것을 청나라 왕조로부터 허락을 받았다. 19세기부터 영국은 청나라에 아편을 팔기 시작하였으며, 청나라는 이를 막기 위해서 흠차대신 임칙서를 파견하여 아편을 몰수한다. 이는  아편 전쟁으로 이어졌다. 당시 1차 아편 전쟁에서 영국과 전쟁에서 패배로 청나라는 난징 조약을 체결하게 되고, 홍콩을 영국에게 99년 동안 조차하게 된다. 이후 치러진 2차 아편 전쟁에서도 패배한 청나라는 베이징 조약을 체결하고, 영국에게 가우룽도 조차지로 넘겨주게 된다. 그리고 홍콩 영토 확장 조약을 통해서 홍콩섬 인근 섬들도 영국이 조차하게 되었다.
영국은 19세기 동안 청나라를 식민지화하는데 다방면에서 활동하였으며, 청나라 내 많은 영사관과 무역소를 설치 및 운영하였다.
신해혁명 이후 쑨원이 중화민국을 건국하고, 영국과 중화민국은 완만한 관계를 유지하였다. 특히 제1차 세계 대전 당시 두 국가는 연합국의 일원으로 함께 싸웠다. 그리고 일본 제국이 추축국이 된 제2차 세계 대전에서 영국과 중화민국은 연합국 일원으로 일본이라는 공동의 적에 대항하였다.
국공 내전에서 국민당이 패배하고 중국공산당이 승리함에 따라, 중국공산당은 중화인민공화국을 선포하고 영국에게 수교 의사를 밝혔다. 영국은 이에 중화인민공화국에 대한 국가승인을 먼저 하고, 이후 1954년에 외교 관계를 수립하였다. 1972년에 양국은 외교 관계를 격상시켰으며, 1997년에 중영공동선언과 함께 홍콩 반환 협정을 체결하고 홍콩 반환을 하게 된다.
2019년~2020년 홍콩 시위에 따라서 중국이 홍콩 반환 협정의 일부 조항들을 지키지 않으면서 두 나라의 관계는 부침을 겪게 되었다.

## 외교사

### 무역의 개시
1637년 6월 27일, 영국의 거상 윌리엄 커틴이 보낸, 해적에 가까운 존 원델 대령이 이끄는 4척의 중무장한 배들이 마카오에 당도하여 영국과 중국 간의 무역 관계 개설을 시도하였으나, 포르투갈 당국에 의해 거절당하였다. 이것은 영국과 중국 간의 최초의 직접적인 접촉으로 평가된다. 청나라에 관심을 가지던 영국은 본격적으로 진출하기 위해 1759년(건륭 24년) 영국 동인도 회사는 직원을 베이징으로 보내 개항을 요구하였고 건륭제(재위: 1735년 ~ 1796년)는 이를 허락하였으나 갑자기 이를 거절하고 대외 무역 규제를 대폭 강화하였다. 또한 영국인들이 주로 활동하고 있던 주산(舟山)과 하문(아모이)의 항을 폐항하고 광주항만 개항을 허락하였다. 추가로 건륭제는 영국을 포함한 유럽 상인들은 반드시 공행(公行)과만 매매를 하도록 규정하고 그 시기도 10월부터 이듬해 3월까지로 엄격하게 설정하였다. 1780년대부터 청나라와 영국 동인도 회사는 무역을 하게 된다. 영국 동인도 회사는 광둥 무역에서 절대적 우위를 차지하여 중국으로부터 차, 도자기, 목면 등을 수입하고 영국의 모직물, 면직물 등을 수출했다. 그런데, 청나라 조정에서는 공행(서양 물품을 취급하는 양행 상인들의 조직) 관세를 자의적으로 부과하였고 외국상인의 무역을 제한했다. 또한, 무역 기간이나 물품도 통제하여 유럽 상인들이 별다른 수입을 올리지 못하였다.

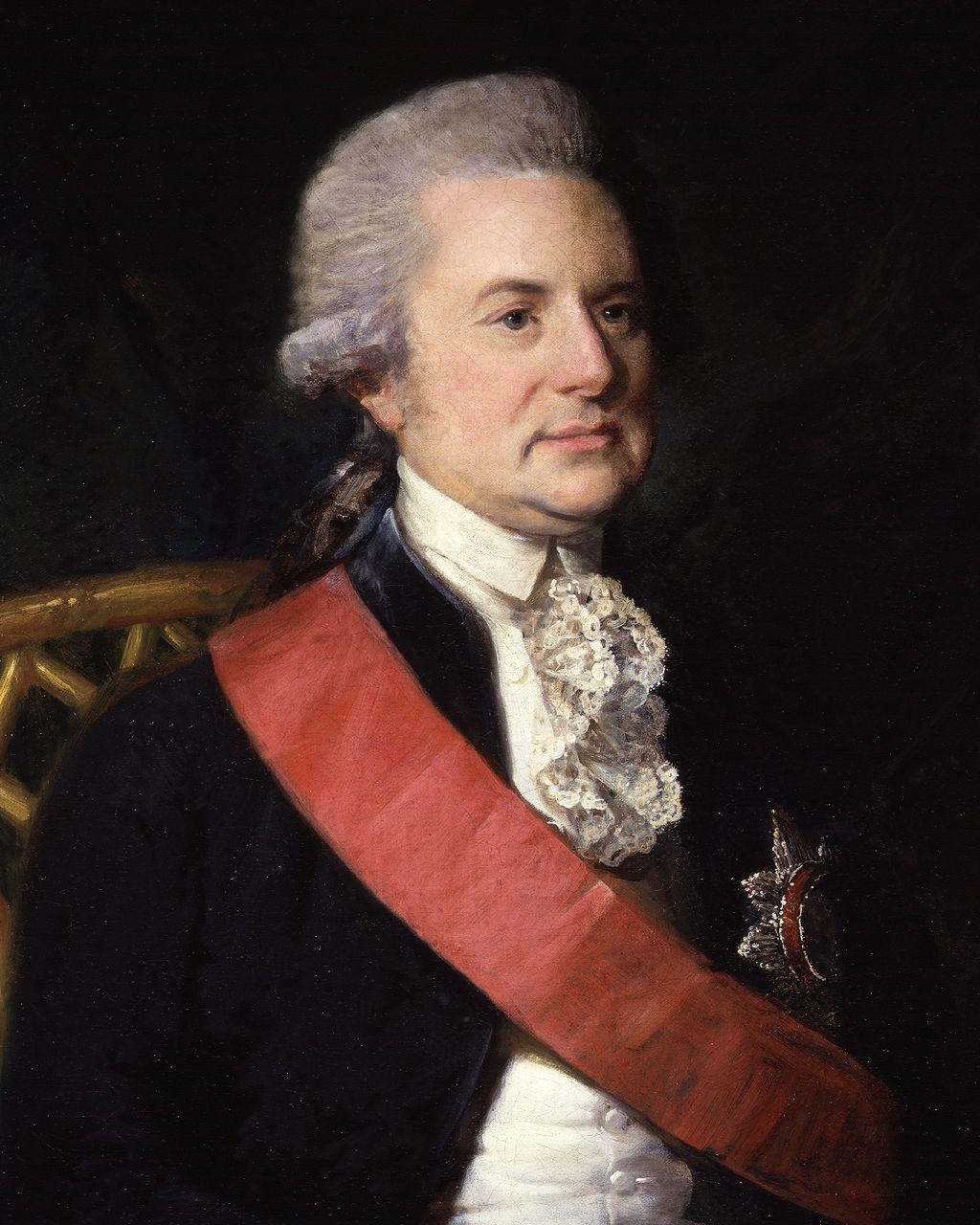
매카트니 백작 1세 조지 매카트니

영국은 무역을 늘려 자신들의 세력을 강화하고자 여러 번 특사를 파견하여 건륭제에게 진귀한 선물을 주어 이를 타개하려 하였고 또 공사를 상주시켜 청나라의 동정을 항시 살펴보려고 하였다. 1788년(건륭 53년) 영국은 전권 대사로 카스카트(Cathcart)를 파견하였으나 카스카트가 청나라로 가는 도중 병사하여 뱃머리를 돌려야 했다. 1792년(건륭 57년) 9월 26일, 조지 3세(재위: 1760년 ~ 1820년)의 영국 정부는 다시 특별 사절단을 편성, 건륭제의 82번째 생일을 축하한다는 명분을 내세워 조지 매카트니 백작을 특사로, 조지 스턴튼(Sir George Staunton, 1st Baronet)을 부사로 명하여 청나라에 파견하였다. 매카트니 일행은 64개의 포함을 단 HMS 라이언을 타고 출항하였다. 하지만 본래 매카트니는 청나라뿐만 아니라 일본까지 가서 쇼군을 만나 일본이 청나라에게 주로 수출하는 상품인 차를 직접 거래할 수 있도록 요청을 하려 하였다. 사절단은 대서양, 인도양을 거쳐 1793년(건륭 58년) 5월에 오문(마카오)에 도착하고 이를 알리는 서신을 가지고 수행원을 건륭제에게 보내 알현의 허락을 받고 다시 출발하여 그 해 7월에 북경의 항구인 천진에 닻을 내렸다.

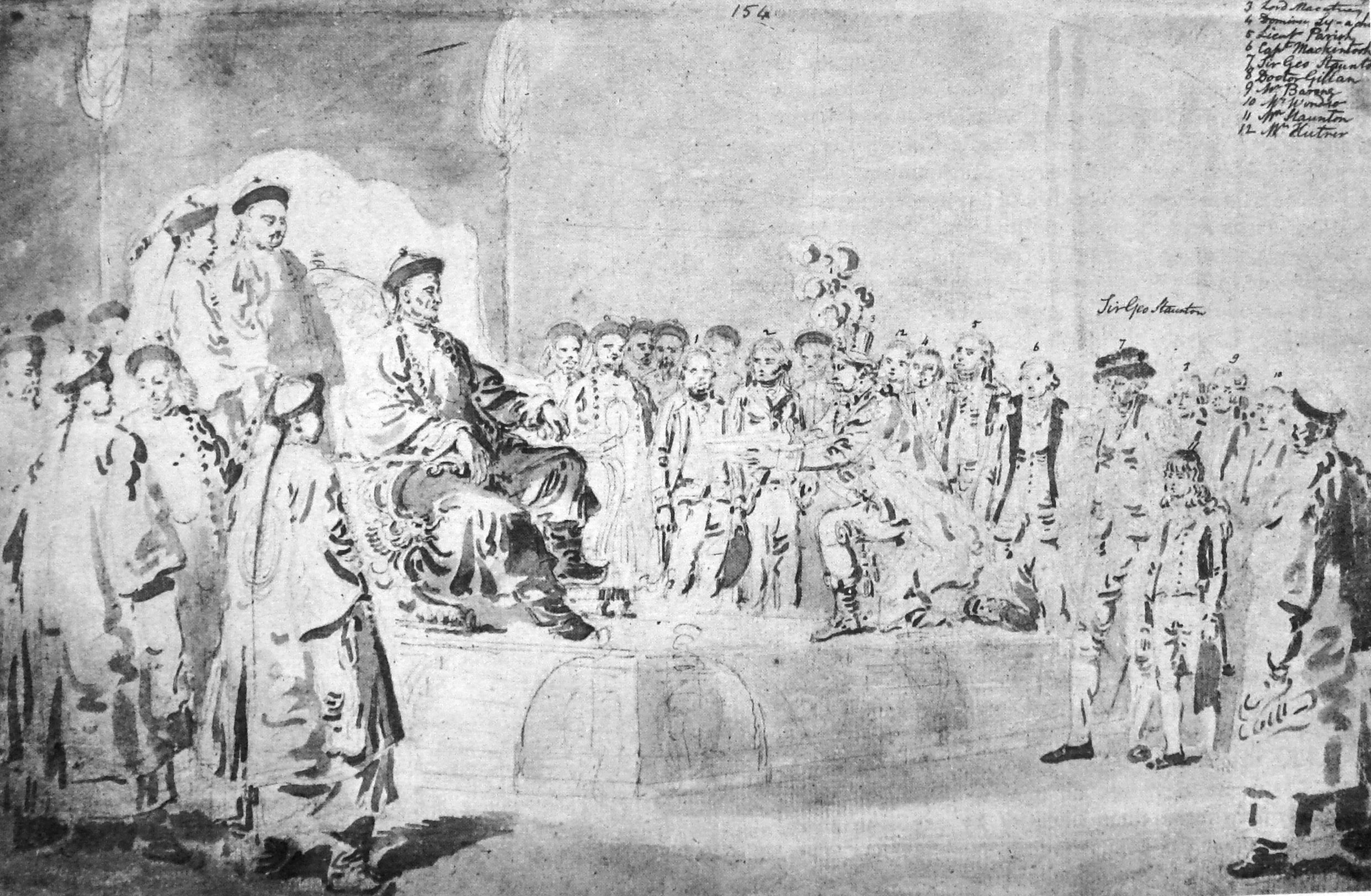
매카트니의 영국 사절단을 접견하는 건륭제

당시 건륭제는 막 완공된 여름 별장인 열하 피서산장으로 가서 지내고 있었다. 그렇기에 천진으로 온 다음 북경에서 여독을 풀고 다시 만리장성을 넘어 1793년(건륭 58년) 8월에야 피서산장에 도착해 건륭제를 알현하였다. 건륭제는 화신에게 사절단을 대접하는데 소홀하지 않도록 명을 내렸으나 도중 접견의 예의문제로 난항을 빚게 되었다. 본래 외국의 사신은 황제를 접견할 때 삼궤구고두(三跪九叩頭), 즉 세 번 절하고 아홉 번 머리를 땅에 조아리는 예를 취하도록 하였다. 그러나 매카트니는 자신은 청나라의 속국의 신하가 아니라며 단호히 거절하였고 결국 합의 끝에 건륭제 뒤에 영국 국왕의 초상화를 걸어놓고 한쪽 무릎만을 굽히며 영국식 예만 취하도록 하였다. 건륭제는 탄신 만찬에서 매카트니가 가져온 조지 3세의 친서를 건네 받았는데 거기에는 무역을 늘리고 공사를 상주시키겠다는 요구가 들어 있었다. 그러나 친서에 영국에게 주산 근처의 작은 섬을 할양해 영국인들이 사용하게 해달라는 내용도 쓰여있자 건륭제는 이를 거부하고 영국 사절단의 일체의 행동을 금하였다. 건륭제는 그 다음 달인 9월에 영국 사절단의 귀국을 강제 조처하였다. 그 후 영국과 청나라의 관계는 악화되어 영국이 아편 전쟁 후 난징 조약을 통해 내정 간섭을 하는 빌미가 되었다. (↔건륭제·조지 매카트니 백작·조지 3세·영국 동인도 회사) 1832년 2월 26일, 영국 동인도 회사가, 광주(廣州)에 와 있던 영국인 간첩 휴 해밀튼 린제이에 염탐을 시켰다. 그는 로드 애머스트(Lord Amherst)호의 선주를 사칭하고, 카를 귀츨라프와 함께 광동 이북에서의 무역 확장을 타진하기 위해서라는 구실로, 남오(南澳), 하문(廈門), 복주(福州), 영파(寧波), 상해(上海), 위해(威海) 등 항구를 돌아다니며 지형을 측량 및 제도하고, 정치·경제·군사 정보를 수집하여 영국의 외무대신 헨리 존 템플에게 건네주었다.
광동 체제를 타파하고 무역을 확대하기 위한 교섭에 실패한 영국 상인들이 이때 생각해 낸 무역 적자 해소 방법이 아편 무역이었다. 그들은 육체 노동으로 지친 하층민들을 대상으로 아편 장사를 했고, 아편은 19세기 중국의 히트상품이 되었다. 모든 계층에 퍼져 나간 아편 흡입 풍조로 청나라에서는 부패와 전투 능력 상실, 국가 기강 해이, 농촌 경제 파탄, 재정 타격 같은 폐단이 날이 갈수록 커져만 갔다.

### 제1차 아편 전쟁
1839년 3월 이에 청나라의 황제 도광제(재위: 1820년 ~ 1850년)는 '아편엄금론'을 주장한 임칙서를 광둥성으로 보내게 된다. 흠차(欽差) 대신 임칙서는 외국인 상관(상점)을 봉쇄하는 등 압박을 가했다. 1839년 6월 3일 임칙서는 23일에 걸쳐 영국 무역 감독관이 거두어 보낸 외국 상인들의 아편 20,000 상자를 모두 녹여버리는 등 철저히 아편 단속을 했고, 마약상들은 당시 자그마한 섬이었던 홍콩으로 철수해야 했다. 그러자, 영국 산업 자본가들은 '청나라가 무역의 자유를 침해하고 사유재산을 몰수했다.'고 비난하며 영국정부와 의회에 압력을 가했다. 이에 영국정부는 1839년 10월 원정군 파견을 결정하였는데, 이로써 '제1차 아편전쟁'이 시작되었다. 이 전쟁은 1842년에 종결되고 같은 해 체결된 난징 조약에 의하여 영국은 홍콩을 할양 받고, 배상금을 받는 등 많은 이익을 챙겼다.

### 제2차 아편 전쟁
제1차 아편 전쟁(1839~1842년)이 끝난 뒤, 영국은 대중 무역에서 많은 효과를 기대하였다. 그러나 주력상품이었던 면제품의 판매는 기대와는 달리 열악하였다. 이것은 다음과 같은 이유에서였다.
1. 중국 농촌에서 생산하는 면포가 값이 싸고 품질이 좋다.
2. 중국의 사회경제적 구조가 여전히 자급자족적인 성격이 강해서 수입제품을 꺼려했다.
3. 늘어난 아편 수입으로 은이 유출되면서 구매력을 잃었다.
4. 제1차 아편전쟁 이후 광동을 중심으로 대영항쟁이 전개되었다.

전쟁이 끝난 뒤에도 영국의 대중 무역은 여전히 차의 수입과 아편의 수출이었다. 영국은 지속적으로 시장 개방을 확대하라고 압력을 넣었다. 이것은 1851년 태평천국 사건을 유발하게 된다.
그럼에도 불구하고 영국의 수출이 지지부진하게 되자, 영국은 조약개정을 청나라에 요구하게 된다. 1854년 4월 영국, 프랑스, 미국 공사는 함께 광저우로 가서 양광총독(兩廣總督) 엽명침(葉名琛)에게 모든 내지(內地)와 연해도시의 개방, 상선과 군함의 양자강 자유왕래, 아편무역의 합법화, 내지(內地) 통관세의 폐지, 외국사절의 북경상주 등을 내용으로 하는, 난징 조약의 개정을 요구하였다. :53~54 수출부진에는 위에 언급했듯이 값싼 중국 제품의 저향력, 자급자족적인 중국의 사회경제 구조, 은 유출로 인한 구매력 저하 등 여러 가지 이유가 있었다. 그러나, 영국은 깊숙한 내륙지역까지 진입하면 문제가 해결될 것이라고 생각해서 자유로운 내지여행과 북쪽의 항구 개방 등을 요구했던 것이다.
하지만, 청나라 조정에서는 조약개정에 응하지 않자, 영국은 무력을 사용하고자 생각하게 되었는데, 이때 마침 1856년 10월 광저우 앞 주강(珠江)에 정박하고 있던 해적선 애로호의 영국 국기가 바다에 버려지는 사건이 발생했다. :174~176 :Chap.16 :Chap.15 (→애로호 사건) 당시 대중국 강경론자로서 영국의 수상이 된 헨리 존 템플은 사건 보고를 듣고 충분한 구실이 된다고 여기고, 1857년 2월 의회에 군비와 원정군 증강을 위한 경비를 제출하였다. 당시 의회에서는 이처럼 사소한 사건으로 전쟁까지 한다는 것은 실로 부끄러운 일이라며 반대하는 의견도 많았다. 결국 상원에서는 통과되었으나, 하원에서는 부결되고 말았다. 이에 헨리 존 템플 수상은 하원을 해산시키고 총선거에 의한 신임을 묻게 되었다. 결국 새로 구성된 하원에서는 대중국 전쟁문제를 동의하였다. :177 또한, 불법적인 포교활동을 하고 있던 프랑스 선교사를 처형한 사건을 구실로 영국과 프랑스가 전쟁을 도발하게 된다.
1857년 영국은 애로호 사건을 구실로 프랑스와 연합군을 구성해 광저우 시내로 침입하여 이 해 12월, 광저우는 점령되고 시가지 곳곳에 불을 지르고 민간인을 죽였다. 영국-프랑스군은 광저우를 점령한 이후에도 3년 동안 지방관의 괴뢰정권을 앞세워 연합군위원회(영국, 프랑스)의 점령행정이 실시 되었다. 이후 영국-프랑스 연합군이 1858년 북상하여 다구포대(大沽炮台)를 점령하였고, 북경의 관문인 톈진까지 점령하자 청 정부는 더 이상 버티지 못하고 톈진조약을 맺었다. 톈진 조약에 엘긴이 서명하였다.
군사적으로 매우 중요한 다구포대를 잃은 불리함때문에 어쩔 수 없이 조약이 체결되긴 하였지만, 청 정부의 강경파들은 톈진 조약의 무효를 주장하였다. 이에 청 황제는 1858년 후반 다구포대에 포대와 기병을 추가 배치하였다. 한편, 영국,프랑스 연합군은 톈진조약이 맺어졌지만, 베이징에서의 비준을 강행하려고 했기 때문에 1859년 6월 다구포대에 다시 접근해오게 되었고, 청나라는 영국의 소함대와 전투가 벌어지게 되었다.
이 전투에서 영국 함대는 상당한 피해를 입고 근방에 있던 미국함대의 도움을 받아 철퇴하게 되었고, 이 잠깐의 승리로 인하여 청 정부에서는 강경론이 득세하였다.
하지만 1860년 6월 영국과 프랑스는 전년도의 패배를 설욕하고자, 1859년의 소함대의 8배가 넘는 병력과 군함을 모아서 나타났다. 이들은 발해만의 여러 항구를 점령하고 다구포대에서 떨어진 곳에 병력을 상륙시켰다. 다구포대와 청 정부의 방어군을 격파한 영-프 연합군에 놀란 청 조정은 평화협상을 제의하였지만 영-프 측은 협상을 거절하였다. 이윽고 그들은 10월 베이징에 입성하였지만, 점령하지는 않고 베이징 근교에 머물렀다. 베이징에 머무는 과정에서 수많은 약탈과 방화를 자행했다. 공친왕과 영-프 연합군의 협상에 의하여 전쟁은 종결되었고, 러시아 제국의 중재하에 베이징 조약이 체결(1860년)되었다.
베이징 조약에 의해 청 조정은 천진 조약(톈진 조약)을 인정하게 되었고, 아편의 거래도 합법화 되게 된다.
여기에 추가로 외국공사의 베이징 주재, 톈진을 포함한 11개 항구 개항, 내지에서의 여행, 통상, 포교의 자유, 장강 및 통상항으로의 군함진입권, 중국인 노동자의 이민 허용, 영국-프랑스에 전쟁배상금으로 은 800만냥, 그리고 영국에 홍콩에 인접한 구룽반도(주룽사)를 할양 조차하는 등 막대한 손해를 보게 되었다.(→제2차 아편전쟁)
- 1900-01년 : 의화단 운동(The Boxer Rebellion)
- 1901년 : 베이징 의정서(The Boxer Protocol)

영국과 중화민국 (1912년 - 1949년 타이베이로 옮기기 전)
- 1939-45년 : 중국과 영국은 제2차 세계대전에서 연합군이 되어 함께 싸웠다.

영국과 중화인민공화국 (1950년 - 오늘)
- 1950년 : 영국은 중국의 정부로 중화인민공화국을 승인.
- 1984년 : 홍콩 반환 협정(Sino-British Joint Declaration)
- 1997년 : 홍콩을 중국에 반환.

## 중국 속의 영국인

### 외교관
- 토마스 웨이드 경 : 케임브리지 대학교 첫 번째 중국어 교수.
- 허버트 자일스 : 케임브리지 대학교 두 번째 중국어 교수.
- 해리 파크스
- 클로드 맥도널드 경
- 어니스트 사토우 경은 1900년에서 1906년까지 청국 주재 공사로 근무했다.
- 존 뉴웰 조단은 사토우의 후임으로 근무했다.
- 크리스토퍼 흄 경

### 선교사
- 로버트 모리슨

## 중국 정치가
- 이홍장
- 장지동

## 같이 보기
- 대만-영국 관계
- 중화인민공화국의 대외 관계
- 영국의 대외 관계
- 홍콩 반환
- 아편 전쟁
- 중국계 영국인

## 참고 문헌
- 서중약 (Jun., 1954). “THE SECRET MISSION OF THE LORD AMHERST ON THE CHINA COAST, 1832”. 《Harvard Journal of Asiatic Studies》. Vol. 17 (No. 1/2).